# Wielki Piarg
Wielki Piarg (niem. Grosses Geröll, słow. Veľké sučovisko, węg. Nagy-kőfolyás) – wielkie pole piargów nad południowym brzegiem Morskiego Oka w Tatrach Wysokich. Ciągnie się od progu Czarnego Stawu po próg Nadspadów. Zsypuje się do niego materiał skalny z czterech dużych depresji w zboczach Cubryny i Mięguszowieckich Szczytów. Wyróżnia się w nim więc 4 piargi, w kierunku od lewej do prawej są to:
- Szeroki Piarg. Znajduje się pod tzw. Maszynką do Mięsa. Jego piargi tworzą się z materiału skalnego znoszonego z Bańdziocha. Jest to najszybciej z wszystkich czterech przyrastający piarg i najmniej zarośnięty – częste lawiny kamienne i śnieżne nie pozwalają na silniejszy rozwój roślin[3].
- Skalnisty Piarg pod czołową ścianą Mięguszowieckiego Szczytu. Zsypuje się do niego materiał skalny z tej ściany, oraz z lewej części Małego Kotła Mięguszowieckiego. Znajdują się w nim niewielkie źródła, a piarg porastają rośliny, szczególnie obficie paprocie[3].
- Zielony Piarg pod żlebem z Hińczowej Przełęczy. Źródłem materiału skalnego jest obszar od północnej ściany Mięguszowieckiego Szczytu po północno-wschodnią ścianę Cubryny. Jest to olbrzymi piarg i stale powiększający się. Jego dolna część jest zarośnięta, i od tego pochodzi jego nazwa. W górnej części między Gruszkę w masywie Mięguszowieckiego Szczytu a filar Turni Zwornikowej wcina się duża depresja zwana Hińczową Zatoką. Stale utrzymuje się w niej niewielki śnieżnik zwany Hińczowym Śnieżnikiem (w Tatrach śnieżniki są rzadkością)[3].
- Kosowinowy Piarg. Znajduje się pod ścianą Kazalnicy Cubryńskiej. Jest najmniej zmienny wśród wszystkich czterech piargów. W jego najwyższej części znajduje się tzw. Ucho – zatokowate wcięcie wysoko podchodzące w masyw Turni Zwornikowej. Ucho jest dla taterników magistralą komunikacyjną – wychodzi z niego 6 dróg wspinaczkowych[3].

Wysokość Wielkiego Piargu dochodzi do 200 m. Następuje w nim naturalna segregacja materiału skalnego. Największe wanty znajdują się na dole, czym wyżej, tym drobniejszy materiał skalny. Zimą Wielki piarg zamienia się w wielkie lawinisko.

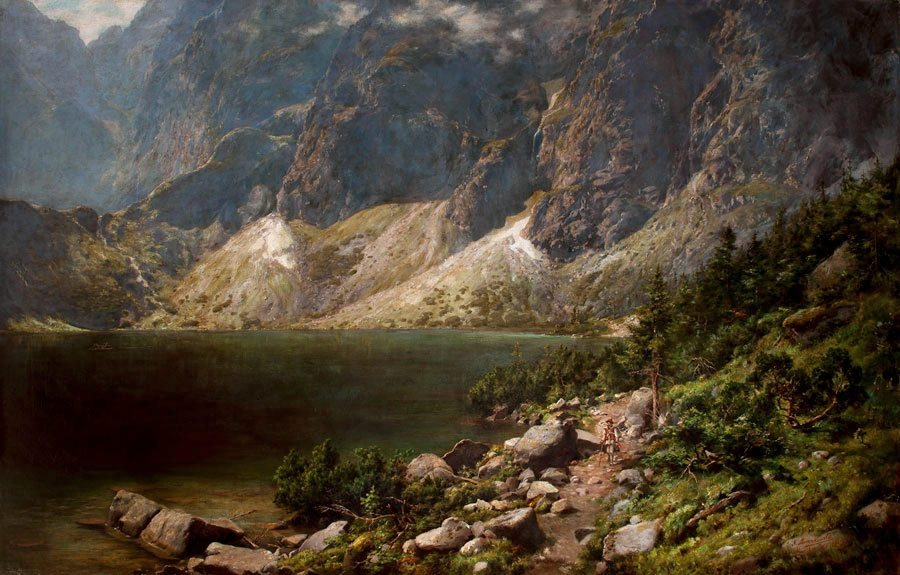
Wielki Piarg na obrazie Aleksandra Mroczkowskiego
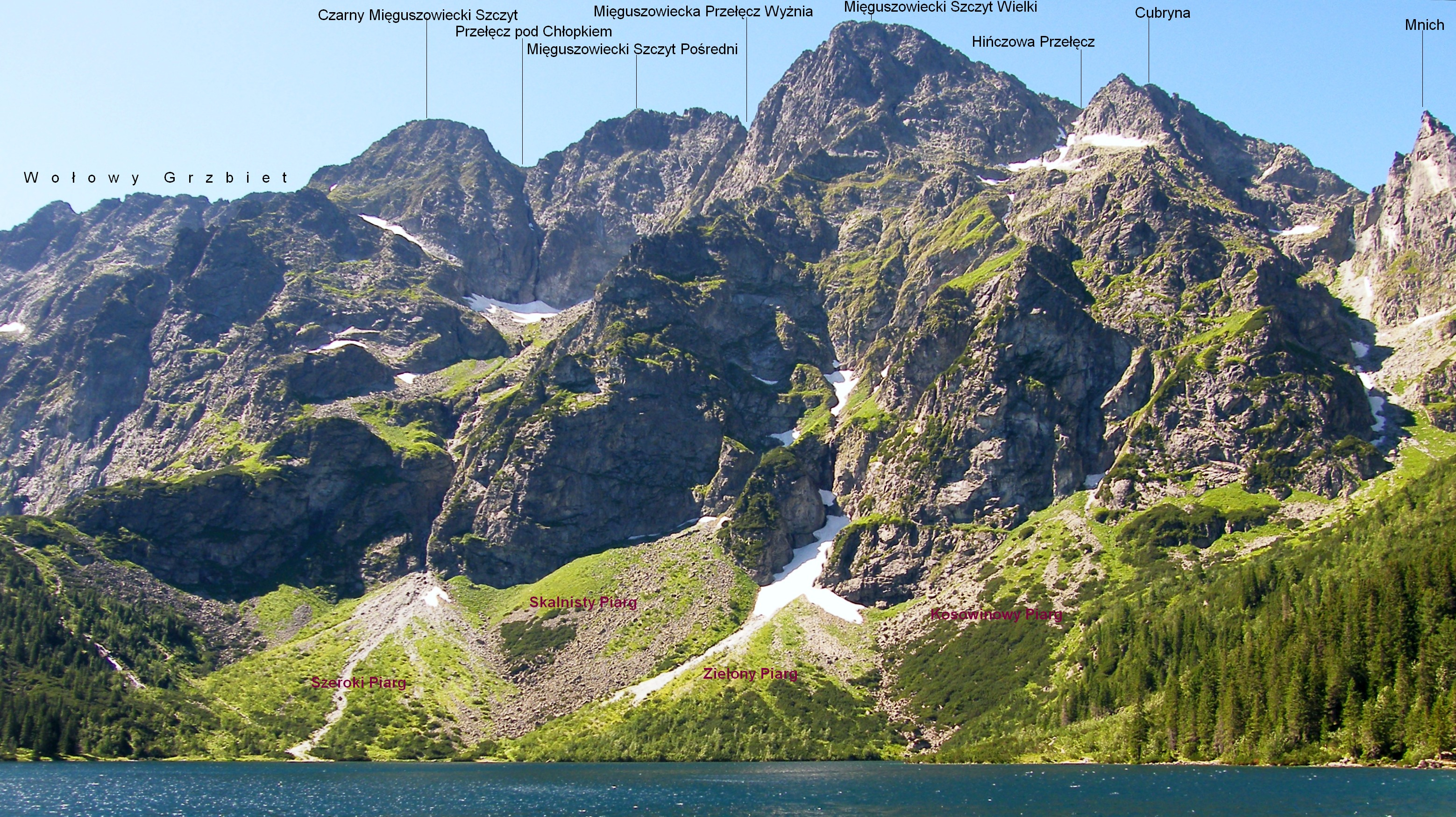
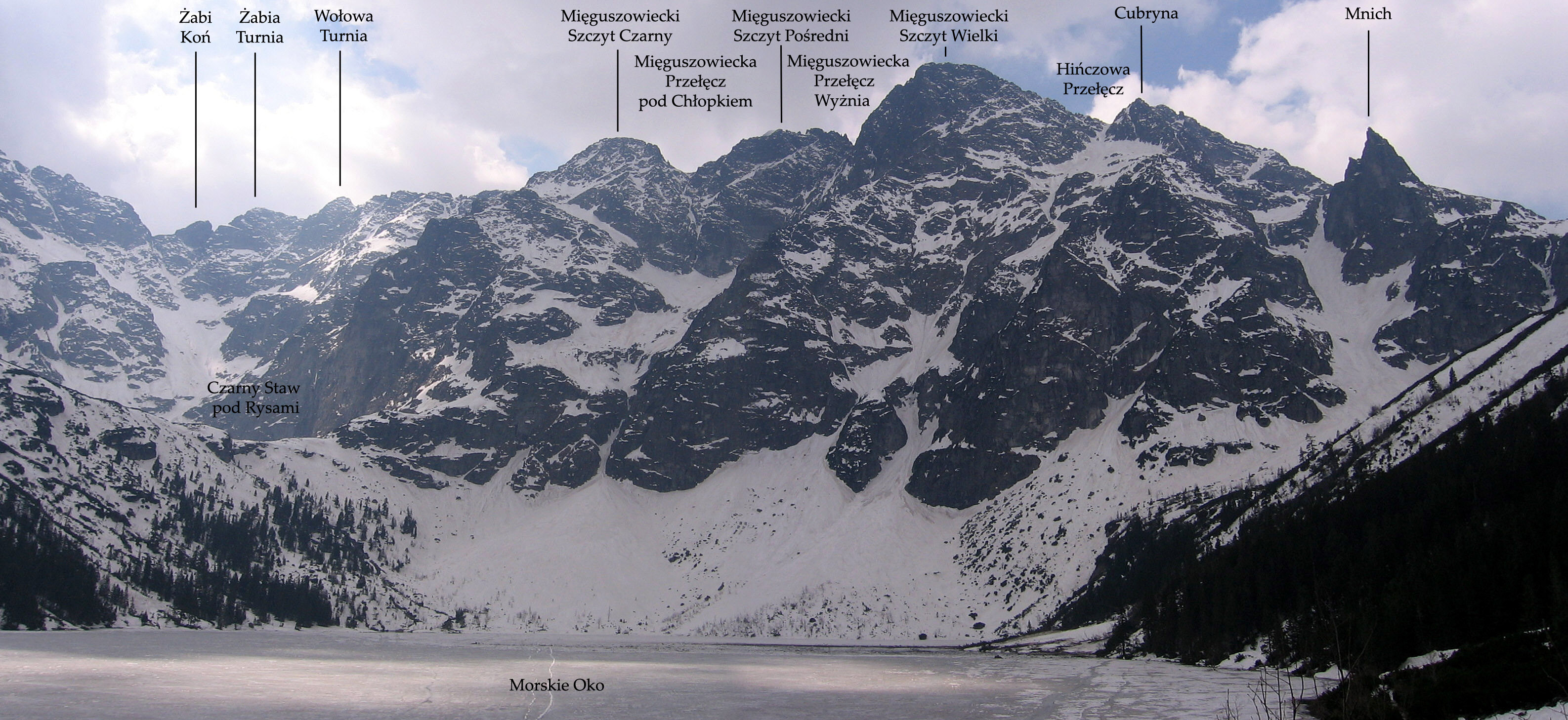
Wielki Piarg zimą
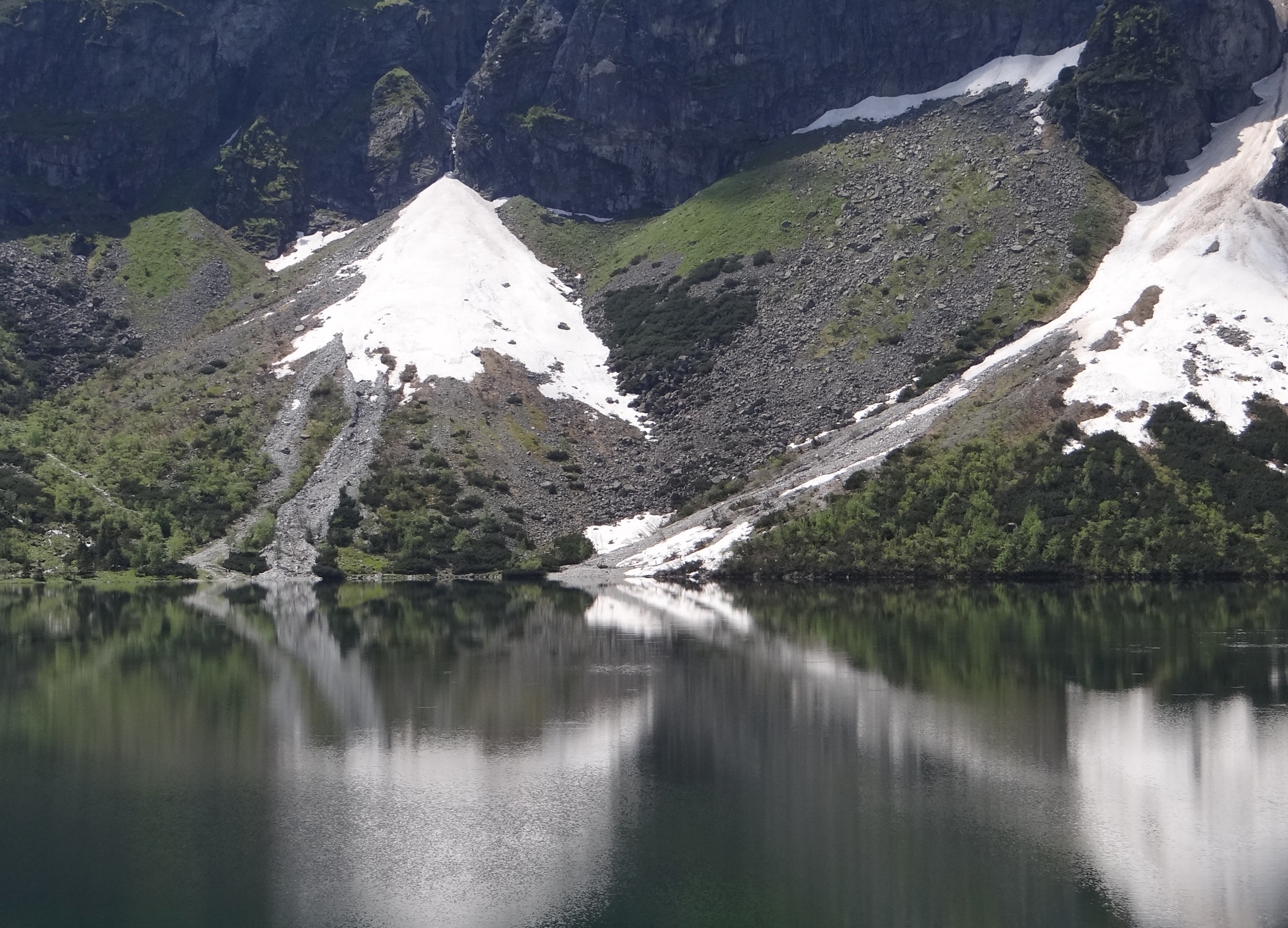